# إد ياكو (اصبويا)
إد ياكو هي إحدى مشيخات المملكة المغربية، تتبع جغرافيا لإقليم سيدي إفني وإداريًا لاصبويا. يقدر عدد سكانها بـ 671 نسمة حسب الإحصاء الرسمي للسكان والسكنى لسنة 2004.